# Diagrama

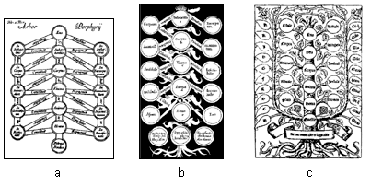
Models d'arbre de Porfiri, dissenyat per Porfiri en Isagoge (268-270).

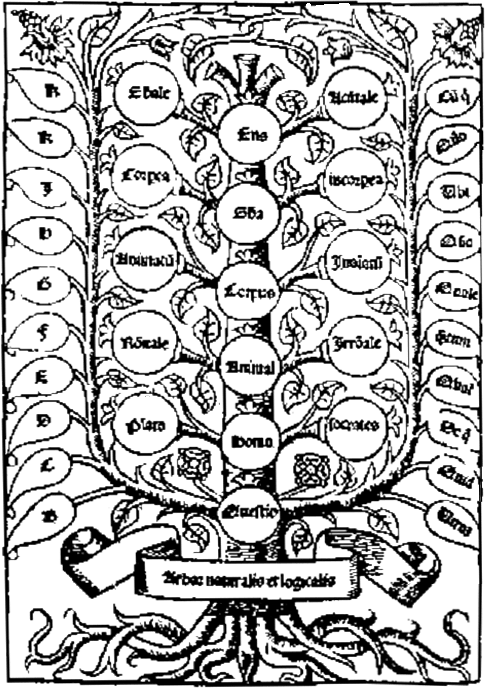
Diagrama de Ramon Llull segons el model de diagrama en arbre de Porfiri.

Un diagrama (del llatí, diagramma, i aquest del grec διάγραμμα, «disseny») és una representació gràfica d'un fenomen, d'una llei o de la distribució de les parts d'una cosa. S'utilitza molt en ciències, en educació i en comunicació per a la presentació gràfica d'una proposició, de la resolució d'un problema, de les relacions entre les diferents parts o elements d'un conjunt o sistema, o de la regularitat en la variació d'un fenomen que permet establir algun tipus de llei.
Hi ha dades numèriques tabulades en algun tipus d'esquema d'informació, d'altres que aporten sobretot una il·lustració visual utilitzant diferents recursos com el diagrama de flux (que sol utilitzar fletxes), el mapa mental, el mapa conceptual o el quadre sinòptic, etc.

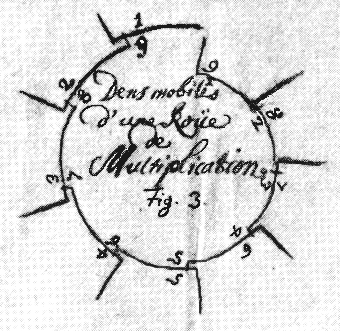
Diagrama de Leibniz sobre el funcionament d'una calculadora primitiva.

## Denominacions de tipus de diagrames
- Diagrama armat
- Diagrama de blocs
- Diagrama de blocs de models matemàtiques històriques
- Diagrama de blocs de processos
- Diagrama de blocs en Sistemes de controls
- Diagrama de Bode
- Diagrama de Carroll
- Diagrama de casos d'ús
- Diagrama de classes
- Diagrama de col·laboració
- Diagrama de color-magnitud per galàxies
- Diagrama de components
- Diagrama de comunicació
- Diagrama de Coxeter-Dynkin
- Diagrama de decisió binari
- Diagrama de desplegament
- Diagrama d'estat
- Diagrama d'estructura composta
- Diagrama d'Euler
- Diagrama de fase
- Diagrama de Feynman
- Diagrama de flux
- Diagrama de Gantt
- Diagrama d'Hasse
- Diagrama de Hertzsprung-Russell
- Diagrama de rajos (òptica)
- Diagrama d'Ishikawa
- Diagrama de Lewis
- Diagrama de Moody
- Diagrama d'objectes
- Diagrama d'ulls
- Diagrama d'orbital molecular
- Diagrama de paquets
- Diagrama de Pareto
- Diagrama de pedigrí
- Diagrama de Penrose-Carter
- Diagrama de Pourbaix
- Diagrama de seqüència
- Diagrama de temps
- Diagrama de Venn
- Diagrama de Wiggers
- diagrama electrònic
- Diagrama en V de Gowin
- diagrama ER
- diagrama floral
- Diagrama Ferro-Carboni
- Diagrama global d'interaccions
- Diagrama lector
- diagrama matemàtic
- diagrama perceptual
- diagrama Ph
- diagrama polar
- diagrama PVT
- diagrama QAPF
- diagrama sintàctic
- diagrama ternari
- diagrama TTT
- gràfics existencials
- Iconografia de les correlacions